# Bertil Carlberg
Bertil Albin Carlberg, född 8 juli 1900, död 17 juli 1971, var en svensk professor och skolledare.
Carlberg blev fil.lic. 1931. Han var lektor vid universitetet i Paris 1925–1926, adjunkt i Uppsala 1934–1940, rektor i Trelleborg 1940 och föreståndare för Svenska institutet i Paris 1950–1951. Han var vidare professor och direktör (rektor) vid Kungliga Musikhögskolan 1954–1966. Carlberg verkade även som musikrecensent i Stockholms Dagblad och Upsala Nya Tidning.
Han gifte sig 1939 med radiojournalisten och översättaren Sonja Carlberg (1913–1999). De är begravda på Norra begravningsplatsen utanför Stockholm.

## Priser och utmärkelser
- 1954 – Ledamot nr 673 av Kungliga Musikaliska Akademien [2]
- 1966 – Medaljen för tonkonstens främjande